# Échantignole

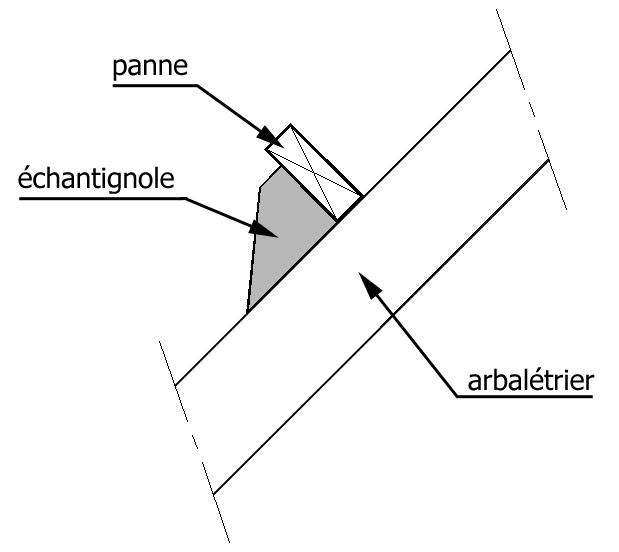
Position sur l'arbalétrier.

L'échantignole, échantignolle, chantignolle ou chantignole est une pièce de charpente permettant la fixation des pannes intermédiaires sur l'arbalétrier.